# Jurkowice (gromada w powiecie staszowskim)
Jurkowice – dawna gromada, czyli najmniejsza jednostka podziału terytorialnego Polskiej Rzeczypospolitej Ludowej w latach 1954–1972.
Gromady, z gromadzkimi radami narodowymi (GRN) jako organami władzy najniższego stopnia na wsi, funkcjonowały od reformy reorganizującej administrację wiejską przeprowadzonej jesienią 1954 do momentu ich zniesienia z dniem 1 stycznia 1973, tym samym wypierając organizację gminną w latach 1954–1972.
Gromadę Jurkowice z siedzibą GRN w Jurkowicach utworzono – jako jedną z 8 759 gromad na obszarze Polski – w powiecie sandomierskim w woj. kieleckim, na mocy uchwały nr 13j/54 WRN w Kielcach z dnia 29 września 1954. W skład jednostki weszły obszary dotychczasowych gromad Jurkowice, Pełczyce, Witowice i Nowa Wieś (bez wsi Zagaje i osiedla Młyn Rejmontowice przyłączonych do nowo utworzonej gromady Klimontów) ze zniesionej gminy Jurkowice w tymże powiecie. Dla gromady ustalono 19 członków gromadzkiej rady narodowej. W chwili utworzenia gromada obejmowała 2 780,39 hektara (w tym 1 865,82 hektara gruntów ornych) oraz liczyła 1 939 mieszkańców.
1 stycznia 1956 gromadę włączono do powiatu staszowskiego w tymże województwie.
31 grudnia 1961 do gromady Jurkowice przyłączono wsie Kolonia Pęcławska i Pęcławice oraz kolonie Wagnerówka i Pęcławice ze zniesionej gromady Kolonia Pęcławska.
Gromada przetrwała do końca 1972 roku, czyli do kolejnej reformy gminnej.
Uwaga: Nie mylić z pobliską gromadą Jurkowice (w powiecie opatowskim).